# Natale Galletta

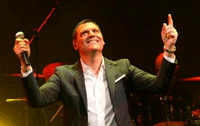
Natale Galletta, 2022

Natale Galletta (* 14. April 1967 in Messina, Sizilien) ist ein italienischer Volksmusiker und Komponist.

## Karriere
Galletta debütierte 1979 und ist vor allem durch seine neapolitanische Single Si A Vita bekannt. Er wurde berühmt durch seine italienischen und neapolitanischen Lieder Comme Vullesse Ancor, Si Me A Chiammasse Tu, Vurria Ncuntrarme Cu Tte, Nel Caldo letto d'amore,Mi Son Fatto L'Amante, Odiami, Sultantu Nu Caffé,Personale, Una ragione in più und Piézece.

## Alben
- 1979 – Sì 'a vita mia
- 1980 – 'A lettera – (come "Natale Galletta e Jolanda")
- 1981 – Vol. 3
- 1982 – Mi mancherai
- 1983 – I tuoi 15 anni
- 1984 – Il nostro domani
- 1985 – Come te non c'è nessuna
- 1986 – Dall'America Galletta vol. 1 (GS Record, GSCD 182)
- 1987 – La voce dell'amore
- 1988 – Dall'America Galletta vol. 2
- 1989 – Ciao grande amore mio
- 1990 – Beautiful
- 1991 – Segreti
- 1992 – Finalmente... (Power Sound, CZCD 90029)
- 1993 – Romantico
- 1994 – Dall'America Galletta vol. 3 - Luna rossa
- 1994 – Con sincerità (GS Record, GSCD 031)
- 1995 – Realtà e fantasia
- 1996 – Dall'America vol. 4
- 1997 – Personale
- 1997 – Sono cresciute con me (OP Music, 150; antologia)
- 1998 – Una ragione in più
- 1999 – Mediterraneo
- 2000 – Storie di vicoli (OP Music, 234)
- 2001 – Ajere (OP Music, 263)
- 2002 – Ogni canzone una storia
- 2002 – Nel Caldo Letto D'Amore
- 2002 – Comme Vulesse Ancor (Single)
- 2003 – Sempre più su
- 2004 – X amore
- 2006 – Il cuore ha sempre ragione
- 2008 – Le nostre parole
- 2010 – Chiudi gli occhi e... fatti coccolare (OP Music)
- 2011 – I Love You (OP Music) (solo DVD)
- 2013 – Il mio tempo migliore – (OP Music)
- 2015 – E solo amore – (OP Music)
- 2018 – C'è sempre un motivo – (Zeus Record)